# رالف إي. وينتيرز
رالف إي. وينتيرز (بالإنجليزية: Ralph E. Winters)‏ هو مونتير كندي وأمريكي، ولد في 17 يونيو 1909 في تورونتو في كندا، وتوفي في 26 فبراير 2004 في لوس أنجلوس في الولايات المتحدة.

## وصلات خارجية
- رالف إي. وينتيرز على موقع IMDb (الإنجليزية)
- رالف إي. وينتيرز على موقع ألو سيني (الفرنسية)
- رالف إي. وينتيرز على موقع أول موفي (الإنجليزية)
- رالف إي. وينتيرز على موقع قاعدة بيانات الأفلام السويدية (السويدية)
- رالف إي. وينتيرز على موقع قاعدة بيانات الفيلم (الإنجليزية)
- رالف إي. وينتيرز على موقع كينوبويسك (الروسية)